# La Ceiba (Tabasco)
La Ceiba es una localidad del municipio de Centro ubicado en la subregión centro del estado mexicano de Tabasco.

## Geografía
La localidad de La Ceiba se sitúa en las coordenadas geográficas 18°08′42″N 92°46′31″O / 18.145000, -92.775278, a una elevación de 4 metros sobre el nivel del mar.

## Demografía
Según el Conteo de Población y Vivienda 2020, efectuado por el Instituto Nacional de Estadística y Geografía, la localidad de La Ceiba tiene 1,200 habitantes, de los cuales 593 son del sexo masculino y 607 del sexo femenino. Su tasa de fecundidad es de 2.08 hijos por mujer y tiene 273 viviendas particulares habitadas.
| Gráfica de evolución demográfica de La Ceiba entre 1980 y 2020 |
|                                                                |
| INEGI.                                                         |